# Iberodorcadion fuliginator
Iberodorcadion fuliginator es una especie de escarabajo longicornio de la subfamilia Lamiinae. Fue descrita científicamente por Linné en 1758.
Se distribuye por Alemania, Austria, Bélgica, España, Francia, Letonia, Lituania, Luxemburgo, Países Bajos, Polonia y Suiza. Mide 10-17 milímetros de longitud. El período de vuelo ocurre en los meses de marzo, abril, mayo, junio, julio y agosto.

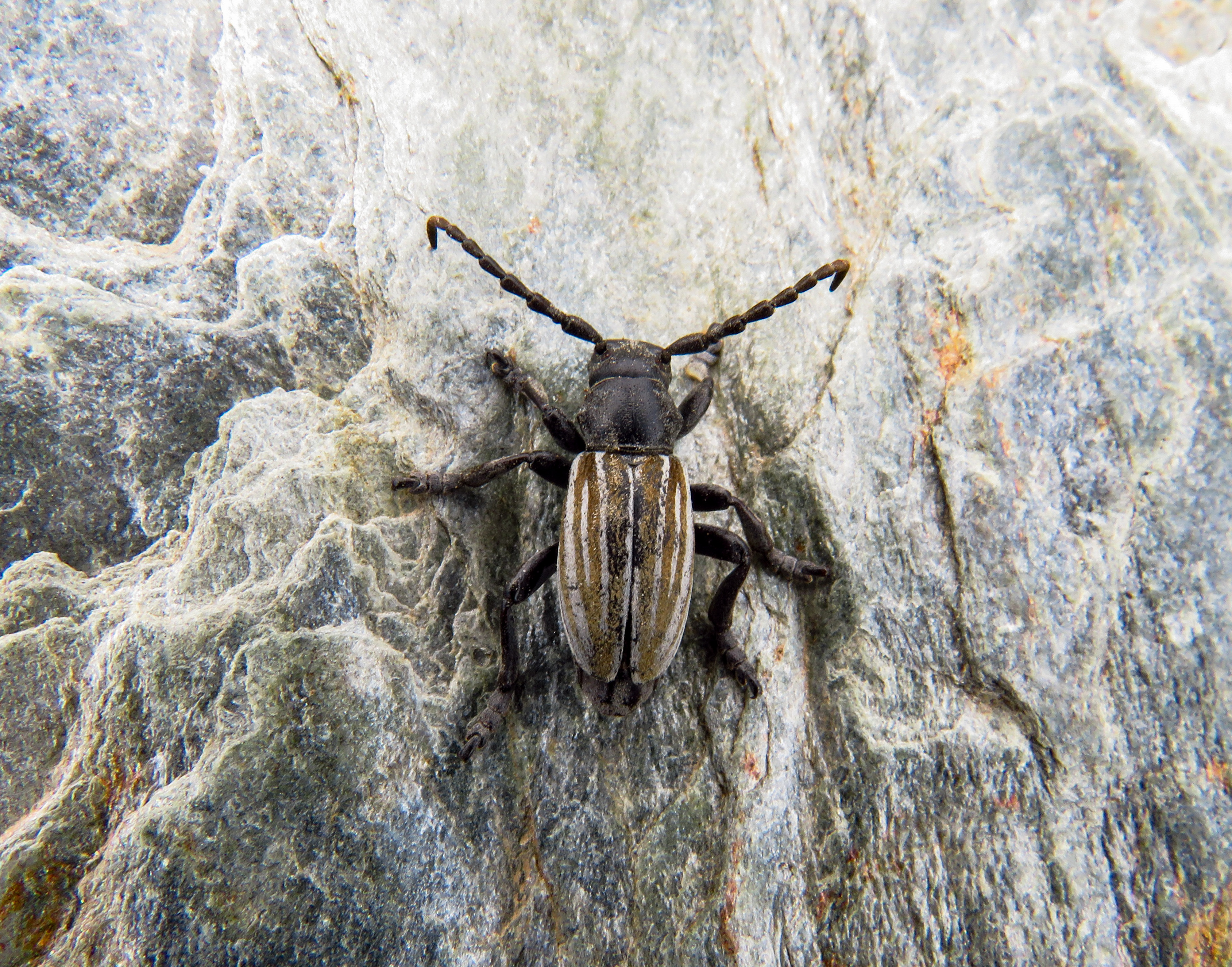
Dorcadion fuliginator en el Valle de Nuria (Gerona, España).